# إليانا جونز
إليانا جونز هي ممثلة كندية، ولدت في 28 أكتوبر 1997 بتورونتو في كندا.

## وصلات خارجية
- إليانا جونز على موقع IMDb (الإنجليزية)
- إليانا جونز على موقع ألو سيني (الفرنسية)
- إليانا جونز على موقع أول موفي (الإنجليزية)
- إليانا جونز على موقع قاعدة بيانات الفيلم (الإنجليزية)
- إليانا جونز على موقع كينوبويسك (الروسية)